# ТГМ1
ТГМ1 — серийный советский трёхосный Тепловоз с Гидропередачей Маневровый тип 1, спроектированный и строившийся Муромским тепловозостроительным заводом.

## История создания. Выпуск
В 1956 году Муромский завод им. Ф. Э. Дзержинского построил два первых трёхосных маневровых тепловоза с гидродинамической передачей. Проектировался тепловоз на этом же заводе, унаследовав общую компоновку трофейного немецкого маневрового тепловоза с гидромеханической передачей ДГ14-1. Так как новый тепловоз строился в качестве замены танк-паровозам 9П, выпускавшимся этим же заводом, то его мощность и сила тяги стали равноценными паровому предшественнику. Изначально серия называлась ТГМ, затем обозначение изменили на ТГМ1 (тепловоз с гидропередачей, маневровый).
В процессе выпуска тепловоза в его конструкцию вносили ряд изменений, касавшихся схемы электрооборудования, системы управления дизелем, аккумуляторных батарей и т. п.
В бронированном варианте входил в состав бронелетучки БТЛ-1 под обозначением ТМ.
Всего с 1956 по 1972 год завод выпустил 3369 тепловоза серии ТГМ1.

## Конструкция

### Механическая часть
Данный тепловоз, подобно паровозам, не имеет тележек. Кузов тепловоза капотного типа, жёстко соединён с рамой. Рама тепловоза состоит из горизонтальной платформы и двух вертикальных боковин под ней. Боковины изготовлены из стальных листов толщиной 28 мм и расположены с внутренней стороны колёс. Тепловоз имеет три колёсные пары с колёсами диаметром 1050 мм. На внутренней части осей колёсных пар установлены челюстные буксы с коническими роликовыми подшипниками. Рама опирается на буксы через листовые рессоры жёсткостью 148 кгс/мм. Рессорное подвешивание — верхнее, трёхточечное. При этом первая колёсная пара снабжена поперечным балансиром, а вторая и третья связаны продольными балансирами.
Под кабиной машиниста расположен отбойный вал, соединённый с движущими колёсными парами, в свою очередь сцепленными, как у паровоза, при помощи спарников.

### Силовая установка
Дизельный двигатель — двенадцатицилиндровый, четырёхтактный, с V-образным расположением цилиндров, типа 1Д12-400 производства Барнаульского завода. Номинальная мощность дизеля — 400 л.с. (при частоте вращения вала 1600 об/мин); расход топлива при номинальной мощности — 170-180 г/(э.л.с. ч); минимальная частота вращения вала — 500 об/мин; диаметр цилиндров — 150 мм; ход основного поршня — 180 мм; ход прицепного поршня — 186,7 мм; масса дизеля — 1750 кг. Диаметр цилиндров и ход поршней были такие же, как на дизелях 1Д12 тепловоза-электростанции серии МЭС. Пуск дизеля осуществлялся электростартером СТ-712, получавшим питание от аккумуляторной батареи.

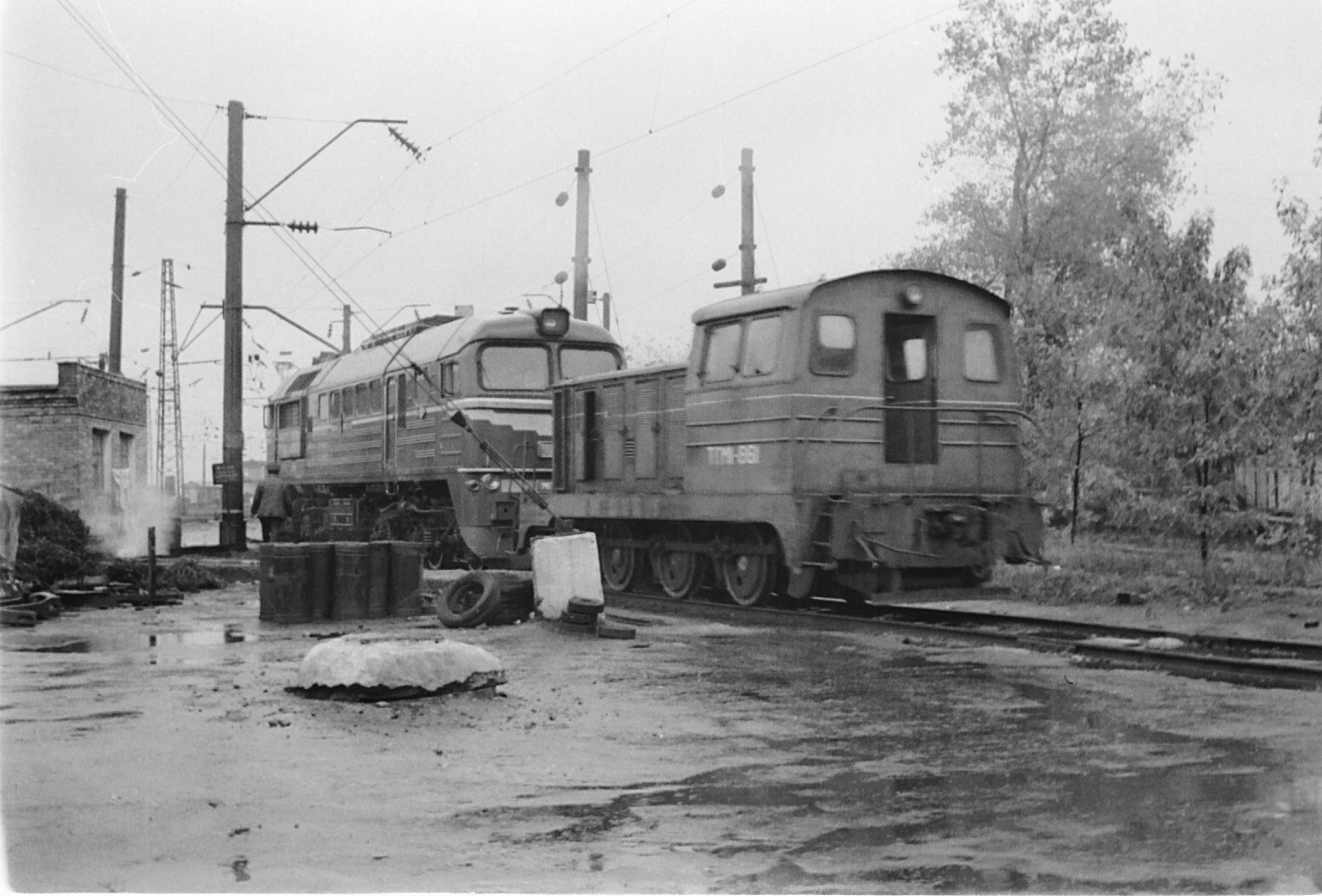
ТГМ1-861 на манёврах в локомотивном депо станции Уссурийск, 1977 год
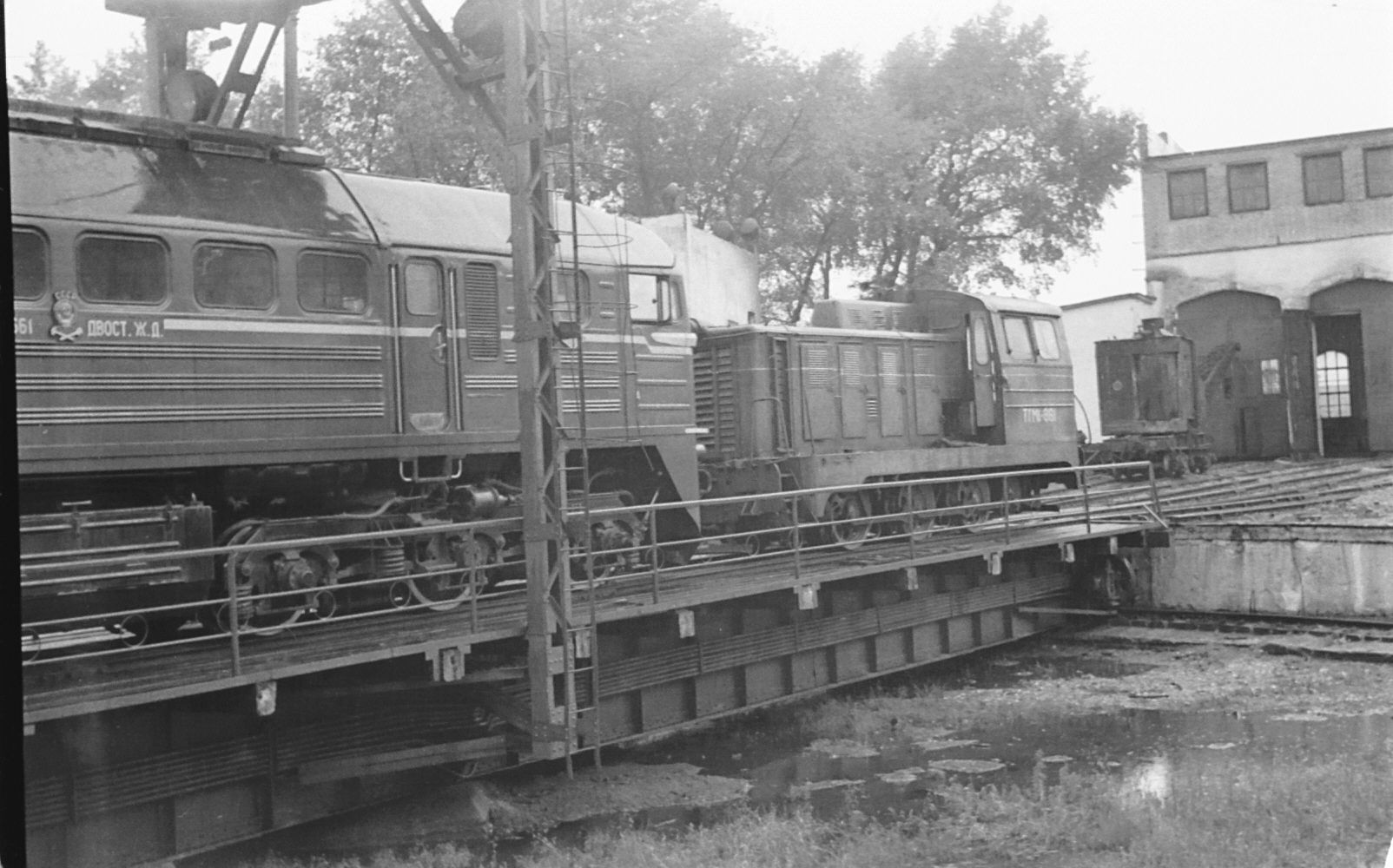
ТГМ1-861 и М62 на поворотном  круге локомотивного депо станции Уссурийск, 1977 год
ТГМ1-639. Пульт управления
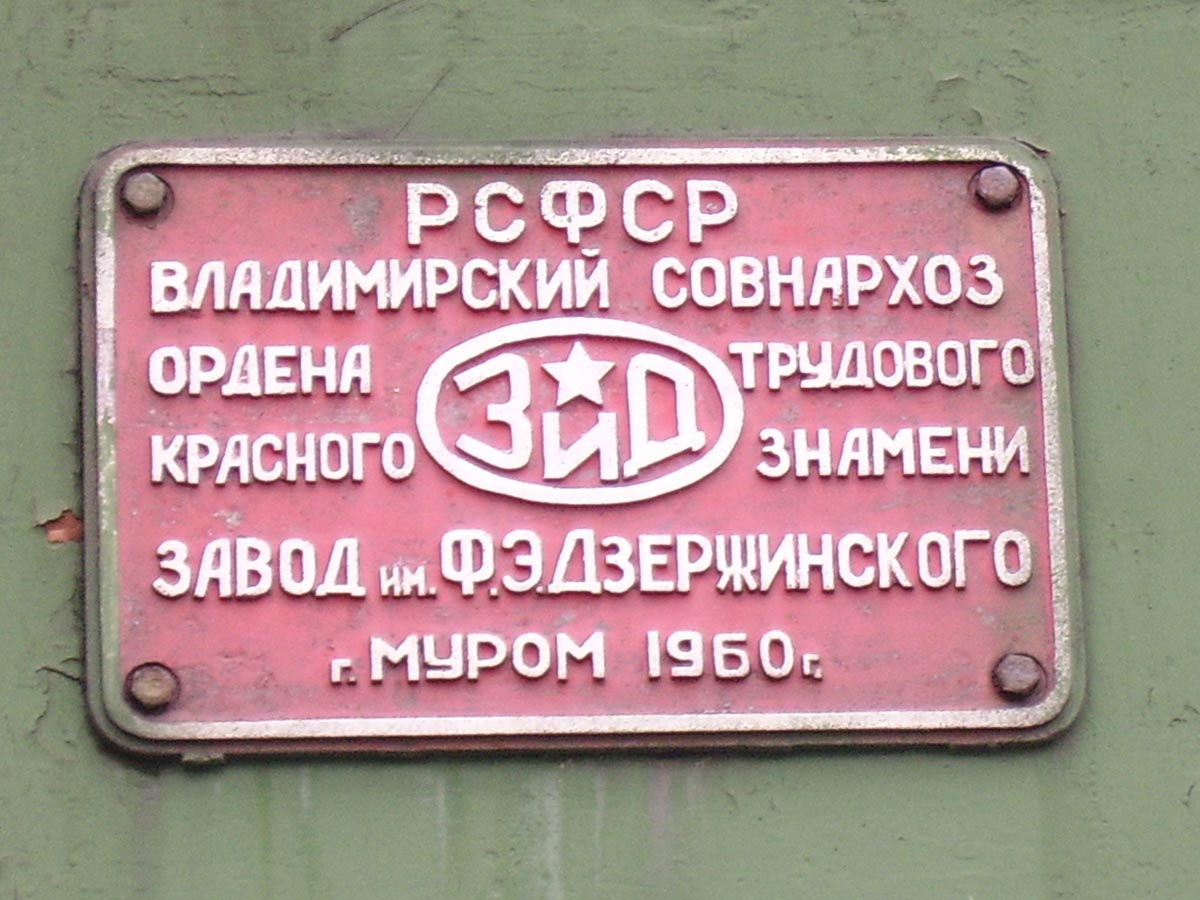
ТГМ1-483. Заводская табличка

На первом тепловозе серии, а также на нескольких последующих, вместо гидропередачи Муромского завода устанавливалась гидропередача немецкого концерна Voith GmbH, фактически монопольно строящего тепловозные передачи для всего мира. Вращающий момент от дизеля к колёсным парам передавался через гидротрансформатор или одну из двух гидромуфт (в различных режимах работы). Контроллер машиниста имел шестнадцать позиций. Также в управлении тепловозом участвовали электромагнитные и электропневматические вентили.

### Электрооборудование
Бортовая сеть тепловоза питается постоянным током напряжением 28 В от вспомогательного генератора типа Г-732. Номинальная мощность генератора — 1,2 кВт; номинальный ток — 43 А. Вал вспомогательного генератора приводится во вращение от вала дизеля через повышающий редуктор. При остановленном дизеле или неисправном вспомогательном генераторе бортовая сеть питается от свинцово-кислотной аккумуляторной батареи. Эта же батарея используется для запуска дизеля. Батарея состоит из 6 отдельных батарей типа 6СТ-128, соединённых в три параллельные группы по 2 последовательных батареи в каждой. Ёмкость батареи — 384 Ач, номинальное напряжение — 24 В.

### Пневматическая система
Пневматические тормоза, аппараты управления, звуковой сигнал и система подачи песка под колёса тепловоза работают на сжатом воздухе. Источником сжатого воздуха на тепловозе является компрессор. Его вал приводится во вращение от вала дизеля через клиноременную передачу и соединительные муфты. На тепловозы ТГМ1, выпускавшиеся до июля 1970 года, устанавливали компрессоры типа Э500. Из-за прекращения выпуска этих компрессоров на тепловозы ТГМ1, выпускавшиеся с июля 1970 года, устанавливали компрессоры типа ПК-1,75М.
Тепловоз оборудован пневматическим автоматическим и ручным тормозами. На главной раме тепловоза установлен тормозной цилиндр, шток которого через одностороннюю рычажную передачу воздействует на тормозные колодкивсех трёх колёсных пар.
Для уменьшения боксования тепловоз оборудован системой подачи песка под колёса. Запас песка находится в 4-х бункерах, расположенных снаружи боковин рамы тепловоза, под боковыми площадками. Заправочные горловины бункеров находятся на площадках. Из двух передних бункеров песок подаётся при переднем ходе тепловоза — под первую колёсную пару; из двух задних бункеров песок подаётся при заднем ходе тепловоза под вторую колёсную пару. Подача песка осуществляется электропневматическим приводом при нажатии на педаль в кабине машиниста.

### Система отопления и подогрева
Для отопления кабины машиниста, а также для подогрева воды, масла и топлива дизеля при низких температурах в кабине тепловоза устанавливали водяной котёл-подогреватель, работавший на жидком топливе. Аналогичные котлы устанавливали на тепловозы ТЭ3. В систему отопления и подогрева, кроме котла, входили калорифер, теплообменник, топливный и масляный насосы и другое оборудование. Котёл и калорифер находились в кабине, а остальные агрегаты системы — под капотом тепловоза. Однако работа котла оказалась ненадёжной и в дальнейшем вместо котлов использовался прогрев дизеля, а кабина машиниста отапливалась калорифером.

## Эксплуатация
В процессе эксплуатации отмечалась простота технического обслуживания тепловоза и относительно комфортная кабина машиниста (отсутствие сквозняков, удобное вращающееся кресло, хорошая шумоизоляция).
Большинство тепловозов этой серии работали на промышленных предприятиях, однако часть локомотивов использовалась для маневровых работ на железнодорожных станциях. Последний тепловоз ТГМ1 был исключён из парка МПС в 1990 году.

## Сохранившиеся экземпляры

Тепловоз ТГМ1-639 на Торжокском вагоностроительном заводе. Вид со стороны кабины

На 2023 сохранилось некоторое количество тепловозов ТГМ1, как в качестве экспонатов в железнодорожных музеях СНГ, так и на ходу, принадлежащих в основном промышленным предприятиям. Один из наиболее старых таких тепловозов ТГМ1-639, принадлежащий Торжокскому вагоностроительному заводу.

## Технические характеристики
- Максимальная скорость — 60 км/ч
- Максимальная скорость поездного режима — 50 км/ч
- Максимальная скорость маневрового режима — 30 км/ч
- Вес — 48 т до 1965 г. выпуска и 46 т в дальнейшем